# Ikarus
Ikarus è stata un'azienda ungherese produttrice di autobus e filobus, fondata nel 1895 e con sede a Budapest, incorporata nel 1999 nel gruppo Irisbus. In seguito alla chiusura dell'azienda nel 2003, essa è stata acquistata da Műszertechnika.

## Storia
Fondata nel 1895 a Budapest col nome di Uhry Imre Kovács- és Kocsigyártó Üzeme da Imre Uhry, iniziò come officina per le riparazioni di carri e carrozze. Durante la prima guerra mondiale l'azienda si è focalizzata sulla riparazione degli autocarri, diventando una delle più grandi del settore ed espandendo, negli anni '30 verso la produzione di autocarri e autobus su telai di altre aziende come Mercedes-Benz e FIAT. I principali clienti furono la Budapesti Közlekedési Vállalat (BKV) di Budapest e le Magyar Államvasutak (MAV).
Con la Grande depressione l'azienda finì in bancarotta nel 1932. Nonostante ciò i figli di Uhry fondarono una nuova azienda, denominata Uhri Testvérek Autókarosszéria és Járműgyár. Nonostante un inizio senza commissioni di particolare rilevanza, nel 1936 la BKV ordinò ben 50 autobus Mercedes-Benz
Nel 1933 il figlio di Imre Uhry fonda la Uhri Testvérek Autókarosszéria és Járműgyár, sulle macerie dell'azienda del padre. Per i primi tre anni l'azienda non riceve grandi commesse, ma nel 1936 la BKV ordina 50 autobus diesel su telaio Mercedes-Benz-MÁVAG.

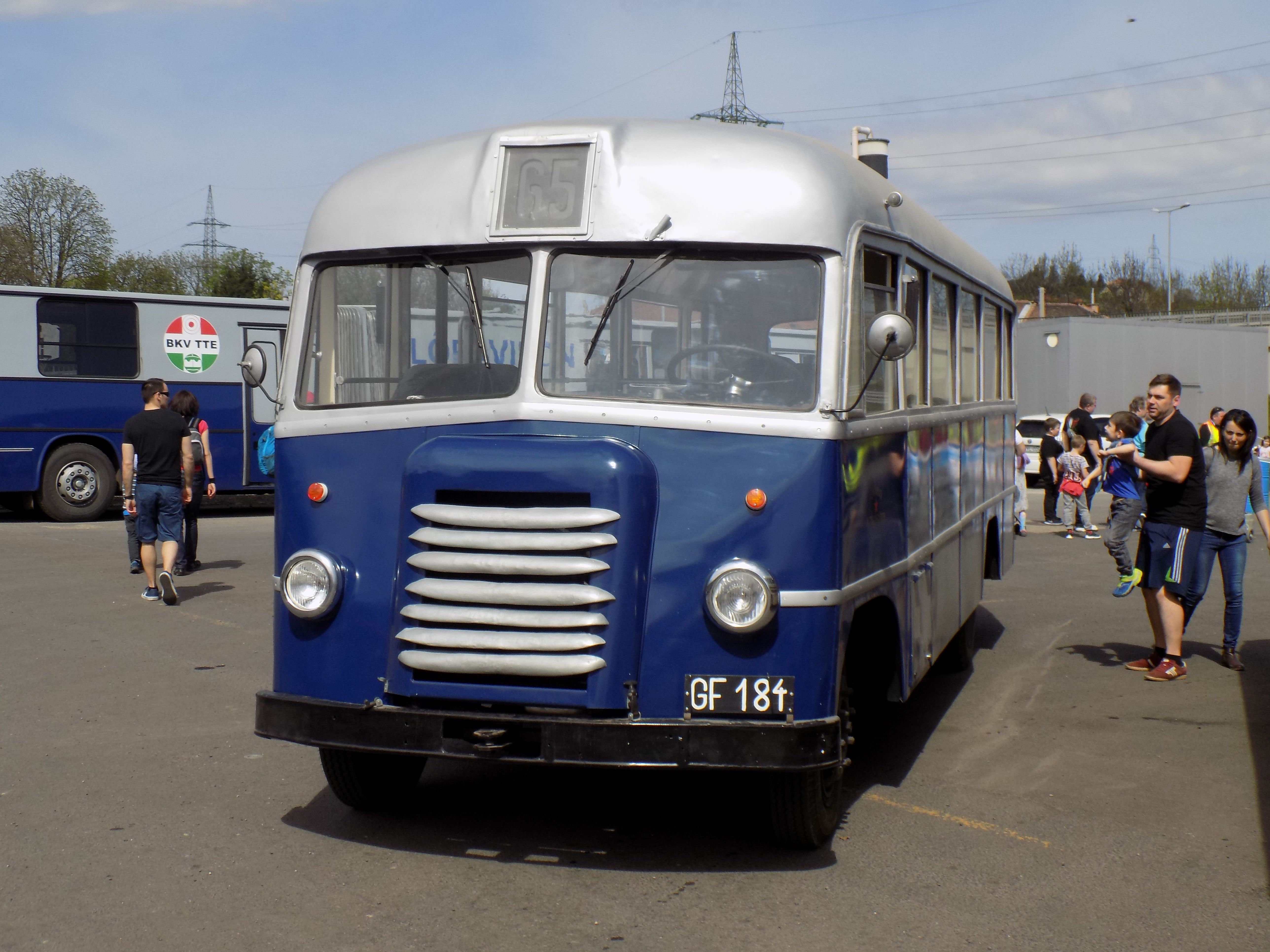
Un Tr 3,5 restaurato

In Ungheria, dopo la Seconda Guerra Mondiale, c'è un gran bisogno di autobus, visto che la maggior parte era andata distrutta durante l'Assedio di Budapest, questo obbliga gli ingegneri a lavorare pesantemente. Viene sviluppato perciò, nel 1948 il Tr 3,5, lungo 7,7 metri e con motore Rába.
Nel 1948 l'azienda, come molte altre, viene statalizzata, a cui seguì la fuga della famiglia Uhry dall'Ungheria.
Sempre nel 1948 la BKV ordina un nuovo modello di autobus, e nasce così il Tr 5, costruito sul telaio del MÁVAG LO 5000.
Nel 1949 il Governo della Seconda Repubblica Ungherese, fonde l'azienda con la Repülőgépgyár Rt., un'azienda produttrice di aeroplani, e con la Ikarus Gép- és Fémáru Rt., ridenominandola Ikarus Karosszéria- és Járműgyár. Solo nel 1951 il marchio Ikarus apparirà sui modelli prodotti dall'azienda.
Nel 1951, dopo lunghe discussioni sui successori del Tr 3,5 e del Tr 5, nasce il primo modello a portare il marchio Ikarus: l'Ikarus 30. Ideato inizialmente come autobus urbano, si rivela inadatto sia per le dimensioni che per la struttura, tuttavia ha successo, principalmente all'estero, come pullman.
Sempre nel 1951 inizia la produzione dell'Ikarus 60, successore del Tr 5, che viene prodotto anche in variante filobus (Ikarus 60T).
Nella seconda metà degli anni '50 vengono progettati i successori del 30 e del 60: l'Ikarus 31 e l'Ikarus 620.
Nel 1963, lo Stato ungherese, fonde la Általános Mechanikai Gépgyár (ÁMG) con Ikarus, che guadagna uno stabilimento presso Székesfehérvár.
Con la caduta del Blocco Sovietico, l'azienda entra in un lungo periodo di crisi, a cui si uniscono la bancarotta dell'Unione Sovietica e il conseguente blocco delle esportazioni da parte del governo ungherese. Nonostante ciò l'azienda riesce a rimanere a galla.
Negli anni '80 l'azienda, tramite la controllata American Ikarus, esporta modelli in America, fino al 1993, quando la American Ikarus assume il nome di North American Bus Industries (NABI) rompendo i legami con Ikarus.
Nel 1999 viene incorporata nel gruppo italiano Irisbus (poi Iveco Bus) che però decide di chiudere l'azienda nel 2003.

## Ikarus in Germania

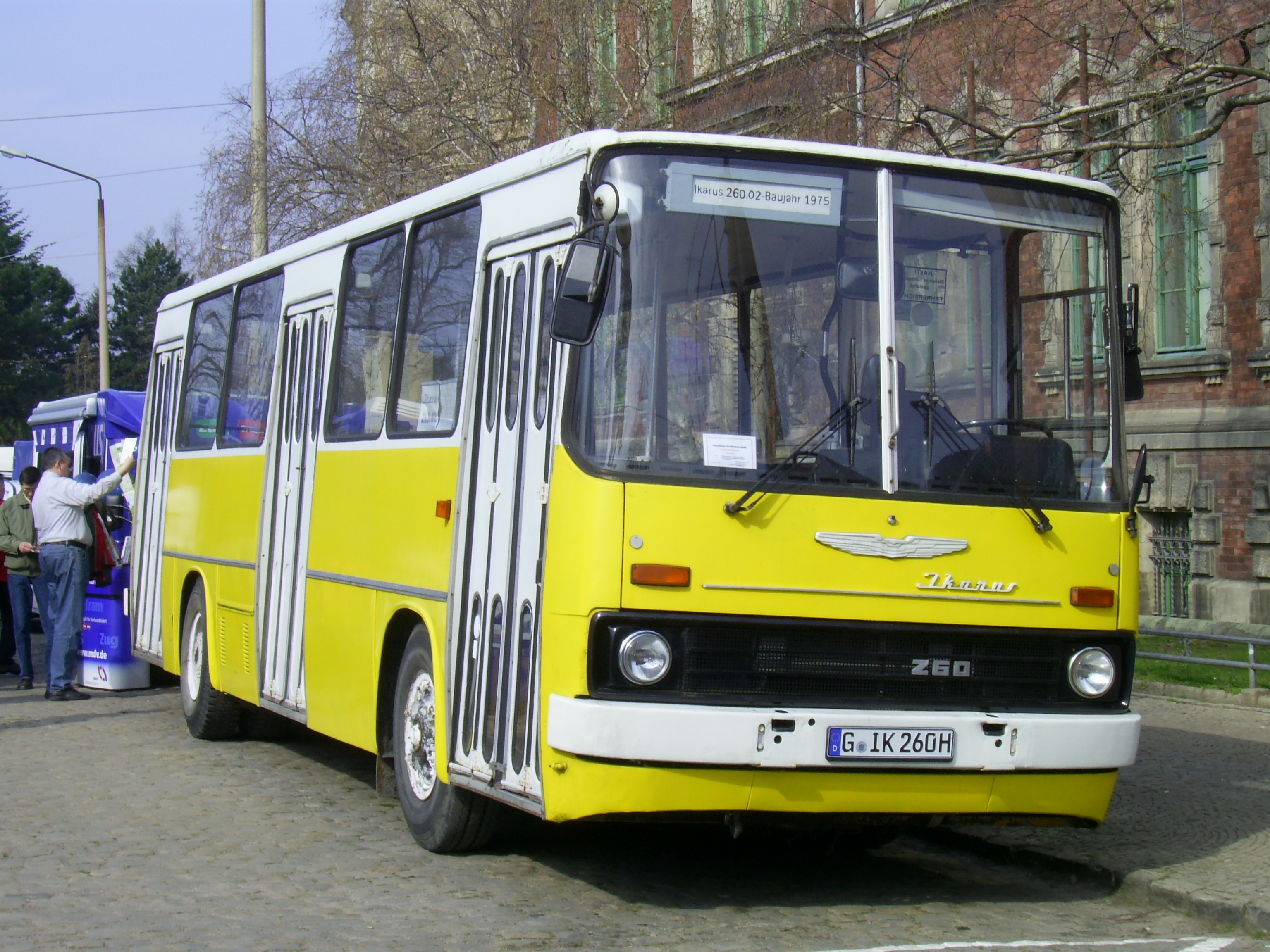
Ikarus 260 a Gera

L'ultimo veicolo in uso in Germania fu un Ikarus 280 della Kraftverkehrsgesellschaft Dreiländereck a Zittau.
I veicoli della serie 55 e 66 esistono per le rievocazioni storiche.
Vi sono anche Ikarus 601 e 31/311.
Degli otto Ikarus 250, del Partito Socialista Unificato di Germania dal 1984 al 1989, è rimasto il numero ABI-ZK 89 della Vetter Busunternehmen a Zörbig. Il bus, allestito per i 40 anni della DDR fu usato da Erich Mielke.
Quando usato da Erich Honecker vi fu integrato un termometro e apparecchi per la ripresa a circuito chiuso.

## Successori

### Hungarian Bus Kft.
Pochi mesi dopo il fallimento di Ikarus, il presidente del consiglio d'amministrazione, Gábor Széles, fonda una nuova azienda, partecipata al 50% dalla Műszertechnika Holding Rt. (proprietà di Széles), con l'obiettivo di continuare la produzione. Acquista infatti lo stabilimento di Székesfehérvár e i diritti del marchio Ikarus da Irisbus.
Iniziò la produzione di un modello basato sul C56, a sua volta basato sul 256, denominato IK HB 122L.
L'azienda dopo una misera produzione chiude nel 2007.